# Tempio (mormonismo)

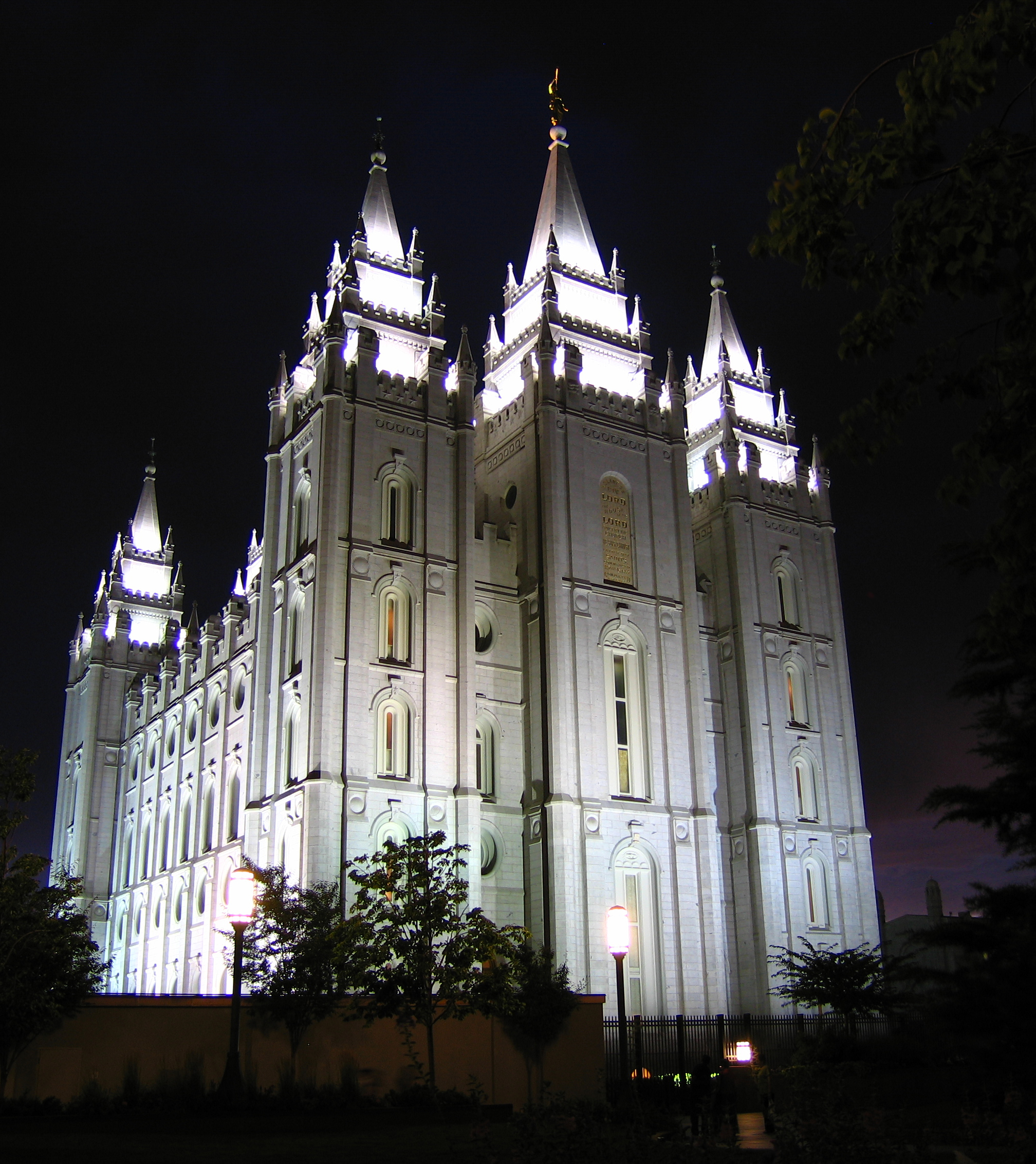
Il tempio di Salt Lake a Salt Lake City, Utah, della Chiesa di Gesù Cristo dei santi degli ultimi giorni, è il più noto tempio mormone. È situato nella piazza del Tempio

Nel mormonismo il tempio è un edificio di culto che rappresenta la "Casa di Dio" sulla Terra.
I templi rappresentano una parte significativa della storia, dottrina e liturgia del mormonismo e molte confessioni
di questa corrente religiosa hanno costruito dei templi o hanno avuto progetti in proposito. 
L'esatta destinazione di questi edifici però varia a seconda della confessione religiosa considerata.

## Utilizzi
I Templi hanno avuto numerosi utilizzi nel movimento mormone, sia oggi che nella storia. Questi scopi sono:
- Casa del Signore - Joseph Smith  nel 1836 riferì una rivelazione spiegando che il Tempio di Kirtland appena dedicato era stato costruito "affinché il Figlio dell'Uomo possa avere un luogo per manifestarsi al suo popolo".[1] Tutte le denominazioni mormoni considerano ancora i templi come case del Signore.
- Casa di cultura - Il Tempio di Kirtland ospitava la "Scuola dei Profeti".
- Centro della città di Sion - I mormoni vedono i templi come fondamentali per la creazione della Nuova Gerusalemme.
- Sede della chiesa - il Tempio di Kirtland servi come sede centrale della chiesa dal suo completamento nel 1836 fino alla fine del 1837, quando Smith e i suoi seguaci si trasferirono in Illinois.
- Spazi sacri per i sacramenti (ordinanze) - A partire dal tempio di Nauvoo, i templi sono stati gli spazi esclusivi in cui amministrare alcuni sacramenti, come l'investitura e il battesimo.

## Storia

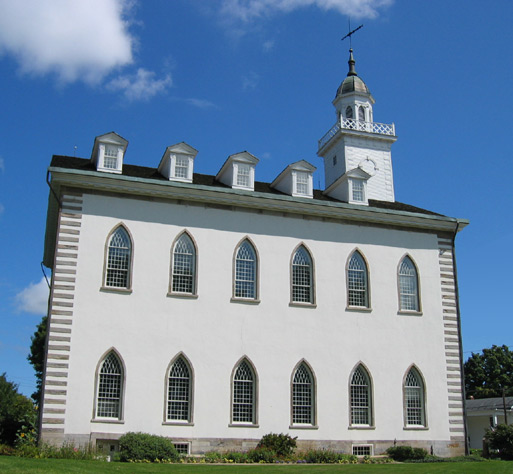
Il tempio di Kirtland (Ohio), nella seconda metà del XIX secolo, fu usucapito dalla Comunità di Cristo

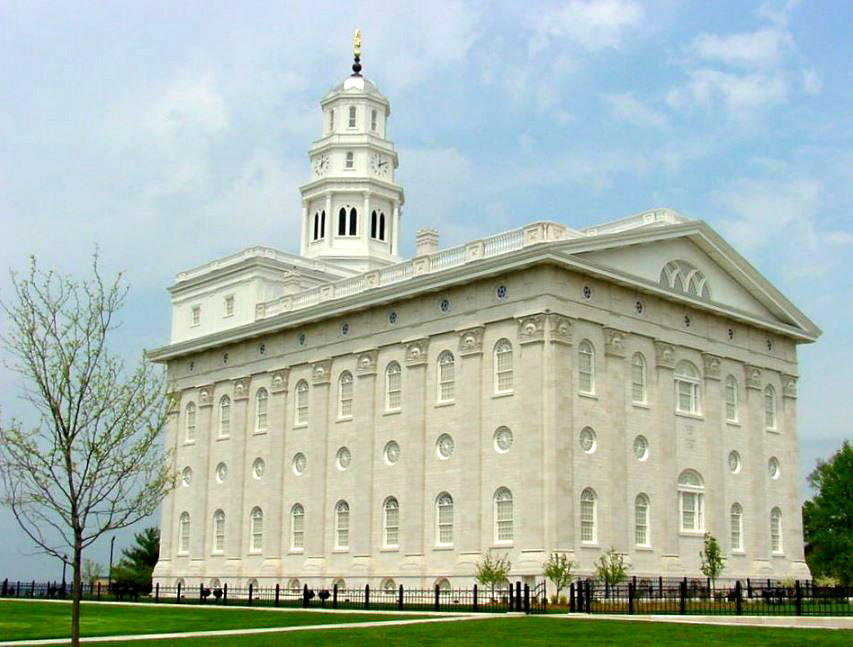
Tempio di Nauvoo, Illinois. Riedificato nel 2002

Il primo tempio edificato dalla Chiesa mormone, dedicato nel 1836, fu quello di Kirtland, Ohio, l'unico completato durante la vita di Joseph Smith. In seguito fu abbandonato a causa delle persecuzioni che subirono i mormoni ed oggi appartiene alla Comunità di Cristo. Il secondo tempio mormone fu quello di Nauvoo, nello Stato dell'Illinois completato nel 1845 per poi venire abbandonato tre mesi dopo a causa dell'esodo verso le Montagne Rocciose della Chiesa. Subito dopo venne dato alle fiamme dai persecutori dei mormoni. Nel 2002 venne riedificato dalla Chiesa mormone che riprodusse fedelmente le fattezze esterne dell'edificio originario.
Joseph Smith dedicò un sito che chiamò Adam-Ondi-Aman a Independence (Missouri), alla costruzione di un tempio speciale che secondo le sue parole dovrebbe diventare il centro di una "nuova Gerusalemme". In questa valle accanto al tempio principale, dedicato alla discesa di Gesù Cristo dal cielo, ci saranno altri templi adibiti alle celebrazioni dei riti per i defunti.

## Chiesa di Gesù Cristo dei santi degli ultimi giorni
Il tempio, per la Chiesa di Gesù Cristo dei santi degli ultimi giorni è un santuario riservato alla celebrazioni di riti escatologici considerati di particolare sacralità, quali il suggellamento del matrimonio eterno, l'investitura (in passato chiamata dotazione) ed il battesimo vicario in favore dei propri antenati defunti. Per questi motivi, inoltre, l'accesso all'interno del tempio viene limitato ai soli santi degli ultimi giorni in possesso di un'autorizzazione rilasciata dalle competenti autorità ecclesiastiche.
Attualmente, la Chiesa di Gesù Cristo dei santi degli ultimi giorni ha edificato, e in funzione, 134 templi in tutto il mondo e ha in progetto, o in costruzione, altri 23. In Europa, dal 1955 al 2010, sono stati dedicati 11 templi, mentre un nuovo tempio è stato annunciato in Portogallo nel 2010. Il 4 ottobre 2008, durante la Conferenza generale, il presidente Thomas S. Monson annunciò la costruzione del primo tempio italiano a Roma, il 12º in Europa, completato nel gennaio del 2019.

### Riti escatologici
I riti celebrati nei templi vengono chiamati ordinanze e comprendono alcune cerimonie, come ad esempio il battesimo vicario in favore delle persone morte che non hanno avuto la possibilità di ricevere il battesimo quando erano in vita, o anche il suggellamento, ossia il matrimonio eterno che, secondo l'ideologia mormona, può durare non solo per il tempo della vita su questa terra, ma per tutta l'eternità.
I riti, le preghiere e le ordinanze celebrate all'interno dei templi mormoni sono riservati, i membri della chiesa non possono parlare di tali funzioni al di fuori del tempio. Queste cerimonie, sono considerate molto sacre dai mormoni, che quindi non ritengono opportuno parlarne con altre persone al di fuori del tempio. Per accedere all'interno dei templi mormoni, è necessario essere battezzati nella chiesa mormona, essere degni (rispettare tutti i comandamenti) e, solo dopo il superamento di un'intervista con un'autorità ecclesiastica locale, ricevere una raccomandazione che attesta che il membro della Chiesa in questione è "degno" di entrare nel tempio.

### La differenza con la comune cappella
A differenza del tempio, la comune "cappella" mormone (anche detta "casa di riunione" o "chiesa"), oltre ad essere la sede delle funzioni domenicali (in particolare della somministrazione dell'eucaristia) e delle regolari attività della Chiesa mormone, è aperta all'ingresso di tutti, mormoni e non.

## Templi nelle confessioni minori del mormonismo

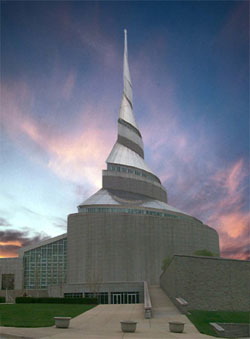
Tempio di Independence, Missouri, della Comunità di Cristo

Altre confessioni religiose del mormonismo, oltre alla Chiesa di Gesù Cristo dei santi degli ultimi giorni, posseggono edifici di culti denominati templi.

### Comunità di Cristo
La Comunità di Cristo (precedentemente denominata Chiesa riorganizzata di Gesù Cristo dei santi degli ultimi giorni) possiede due templi. Diversamente dalla Chiesa di Gesù Cristo dei santi degli ultimi giorni, questi templi sono aperti al pubblico e non ospitano la celebrazione di riti religiosi, eccezion fatta, per il rito dell'eucaristia, celebrato occasionalmente in questi edifici, e della preghiera quotidiana per la pace.
- Il tempio più antico è quello di Kirtland, Ohio. Questo tempio fu il primo costruito dalla Chiesa di Gesù Cristo dei santi degli ultimi giorni, nel 1836, poi abbandonato per via dell'esodo nelle Montagne Rocciose. Nella seconda metà del XIX secolo fu usucapito dalla Comunità di Cristo
- Nel 1994 la conferenza mondiale della Comunità di Cristo dedicò un tempio a Independence, Missouri.

### Chiesa di Cristo (Lotto del Tempio)
Joseph Smith dedicò un lotto di terreno ad Independence, Missouri, per la costruzione del tempio della "Nuova Gerusalemme". Questo lotto è di proprietà della "Chiesa di Cristo (Lotto del Tempio)"
Sebbene questa comunità religiosa, di circa 5000 membri, abbia progettato la costruzione di un tempio sul lotto del tempio sin dagli inizi del XX secolo, procedendo anche agli scavi delle fondamenta, fu costretta ad abbandonare il piano sia per le difficoltà economiche incontrate durante la grande depressione, sia per uno scisma interno che causò la costituzione della "Chiesa di Cristo con il messaggio di Elia" Attualmente, la Chiesa del lotto del tempio si ritiene custode del lotto sino a quando, prima della seconda venuta di Gesù Cristo, si costituirà una sola organizzazione di santi degli ultimi giorni che riunisca le diverse confessioni del mormonismo.

### Chiesa di Gesù Cristo dei santi degli ultimi giorni (strangita)
La Chiesa strangita, attualmente composta da qualche centinaio di persone, intraprese i lavori per la costruzione di un tempio nella loro sede principale a Voree, Wisconsin, alla fine della prima metà del XIX secolo. I piani per la costruzione di un altro tempio nella isola di Beaver, sita nel lago Michigan erano stati concepiti precedentemente alla loro espulsione. La Chiesa strangita non ha più progettato la costruzione di un tempio dalla morte del loro profeta James J. Strang.

## Galleria fotografica di alcuni dei templi dellaChiesa di Gesù Cristo dei santi degli ultimi giorni

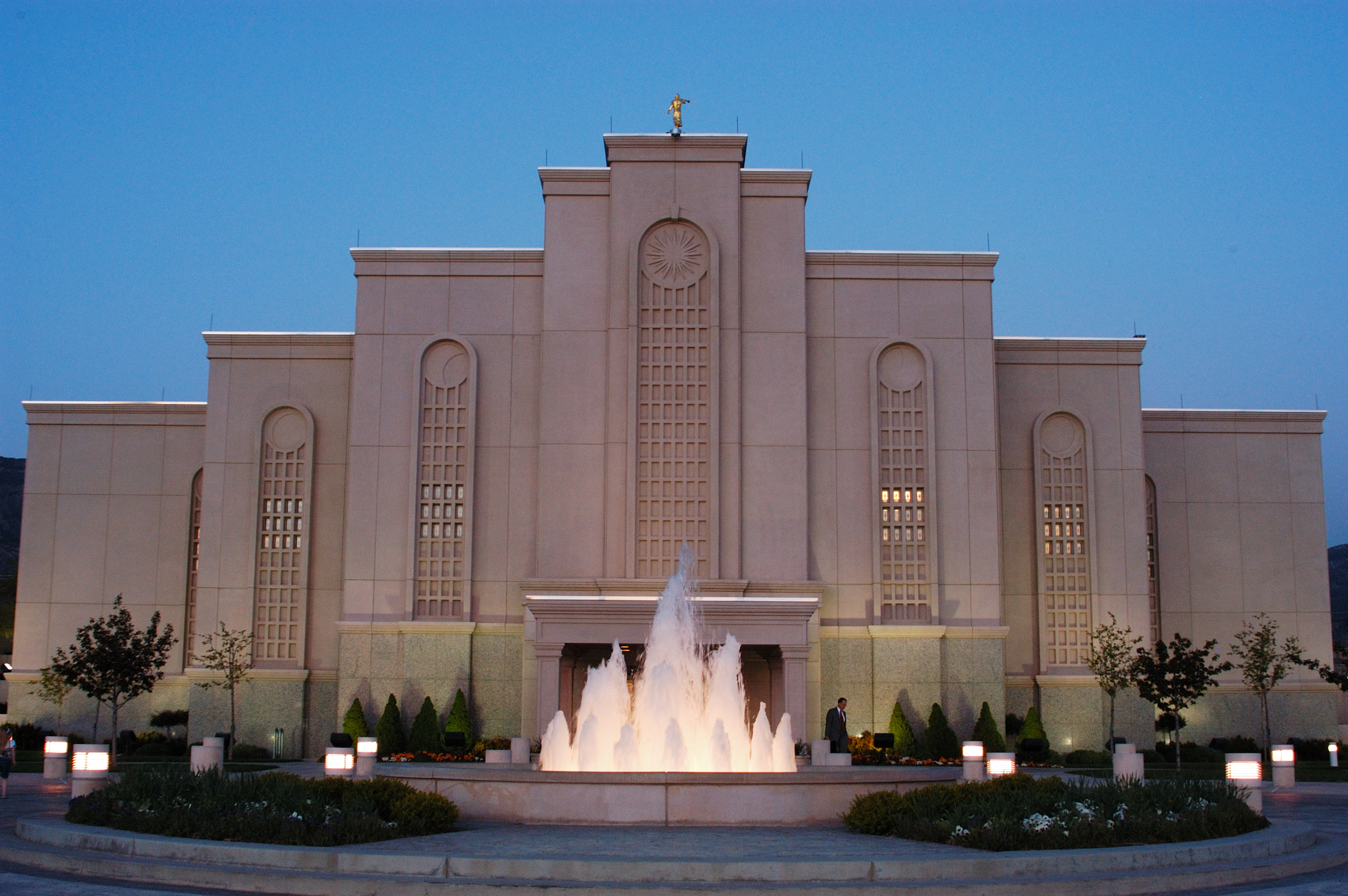
Rome Italy Temple, RomaTempio di Alburquerque, Nuovo Messico
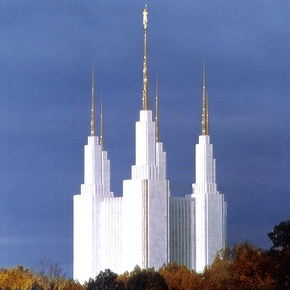
Tempio di Washington
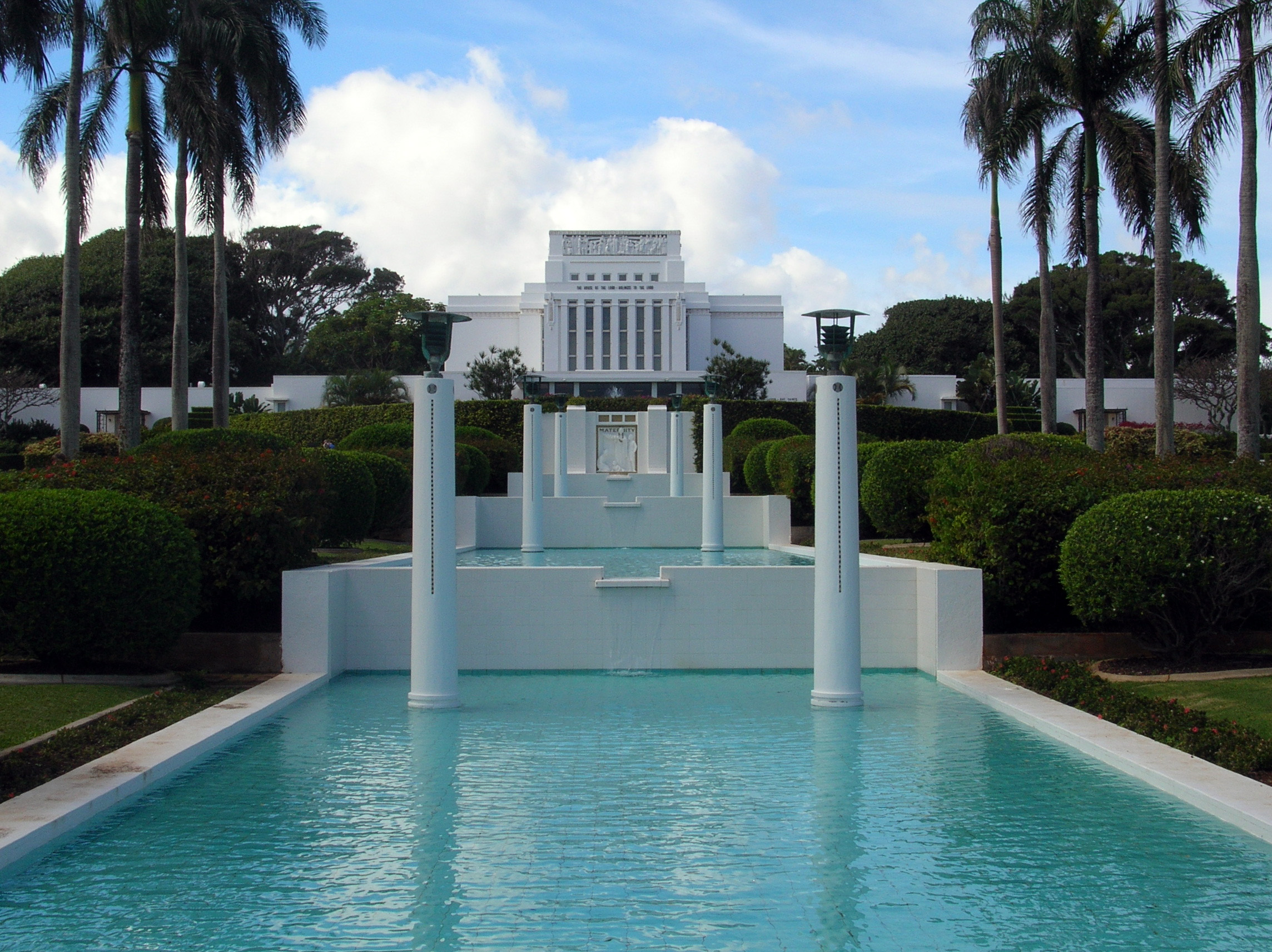
Tempio di Hawaii
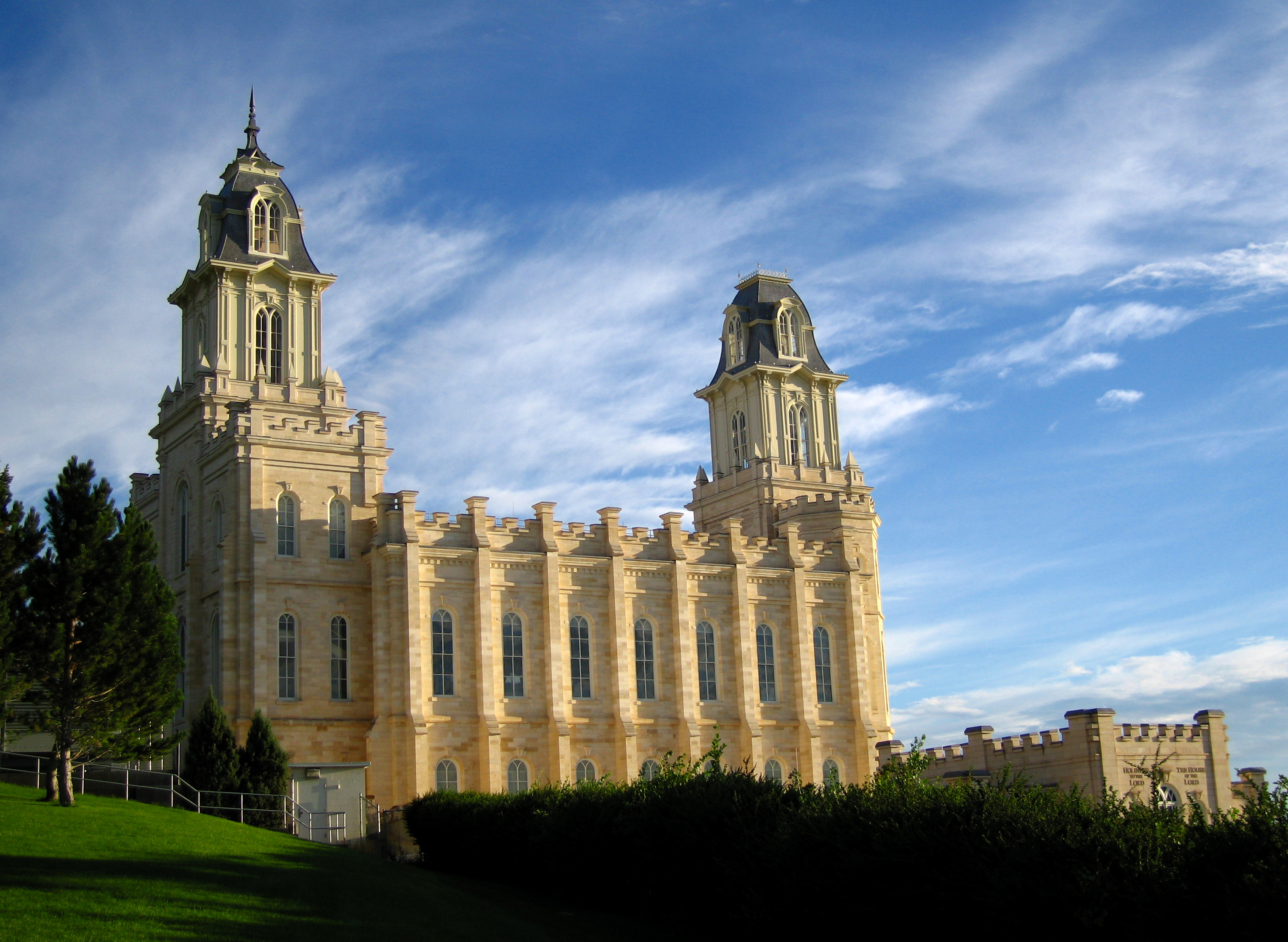
Tempio di Manti, Utah
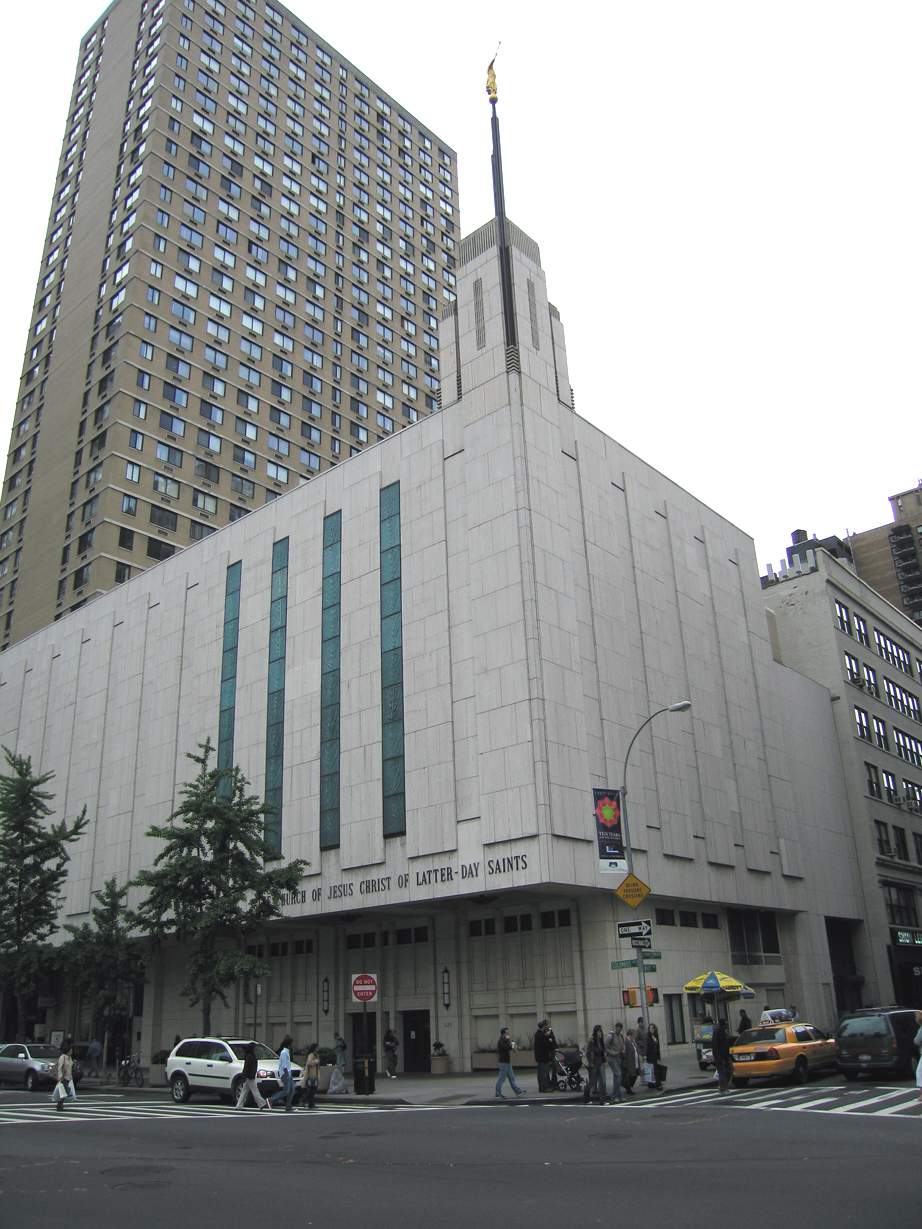
Tempio di Manhattan, New York
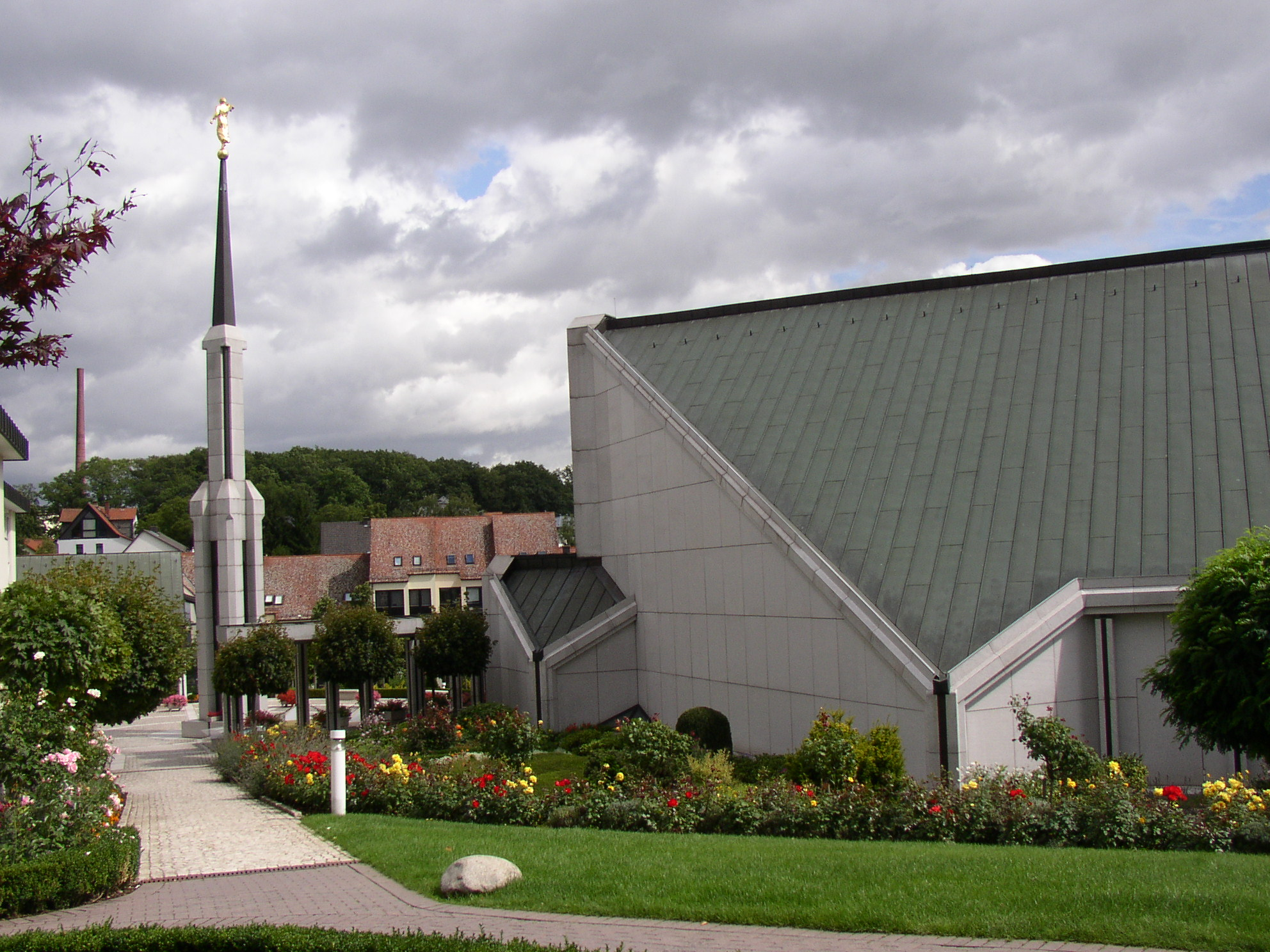
Tempio di Francoforte sul Meno, Germania
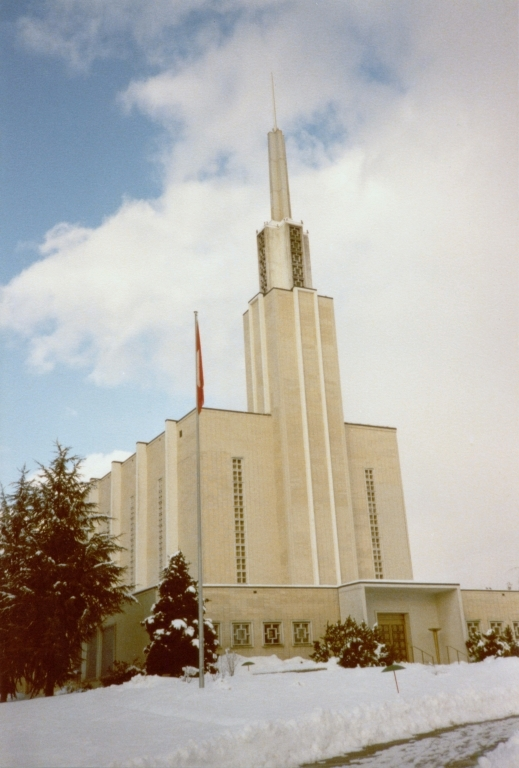
Tempio di Berna, Svizzera
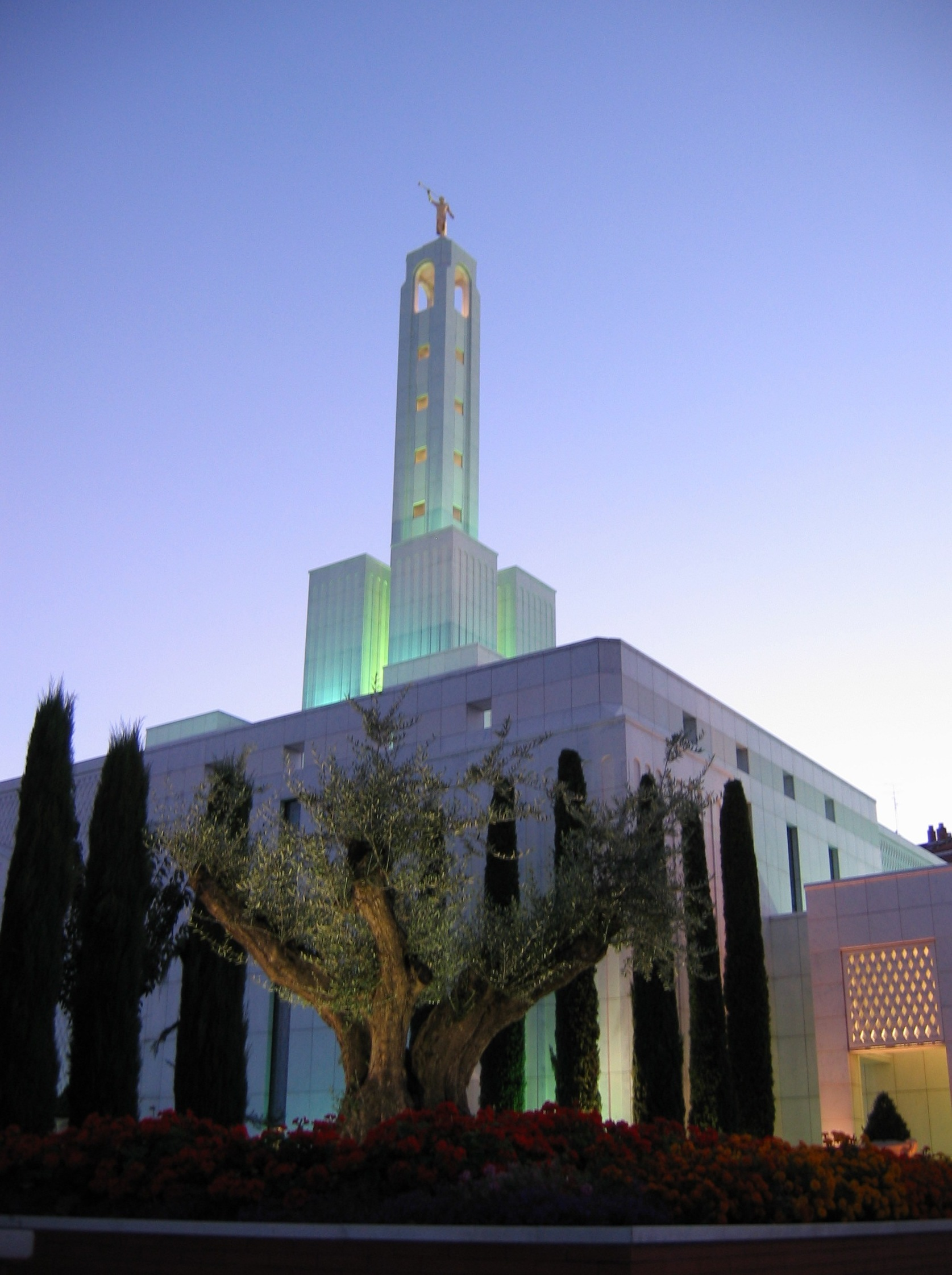
Tempio di Madrid, Spagna
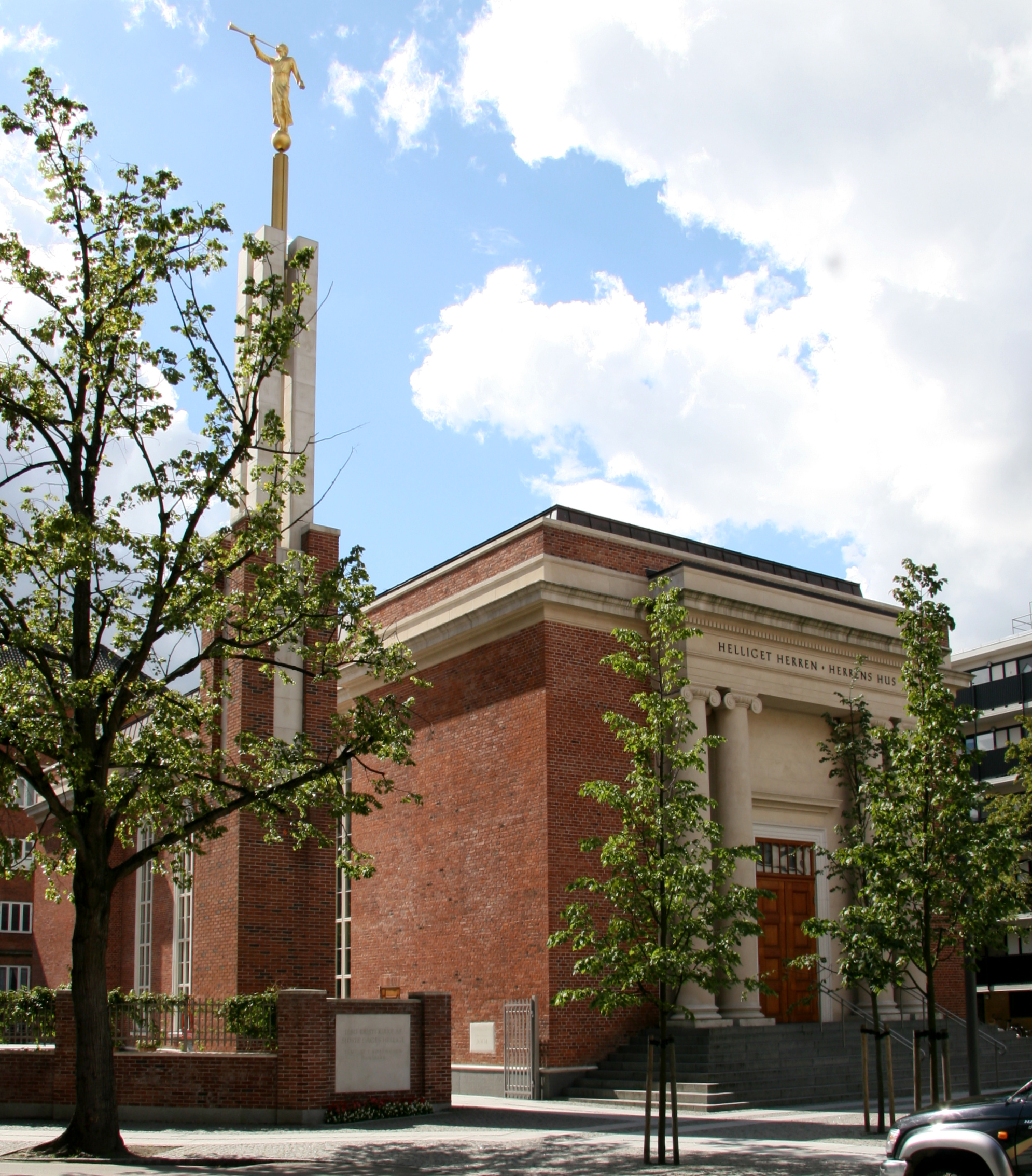
Tempio di Copenaghen, Danimarca
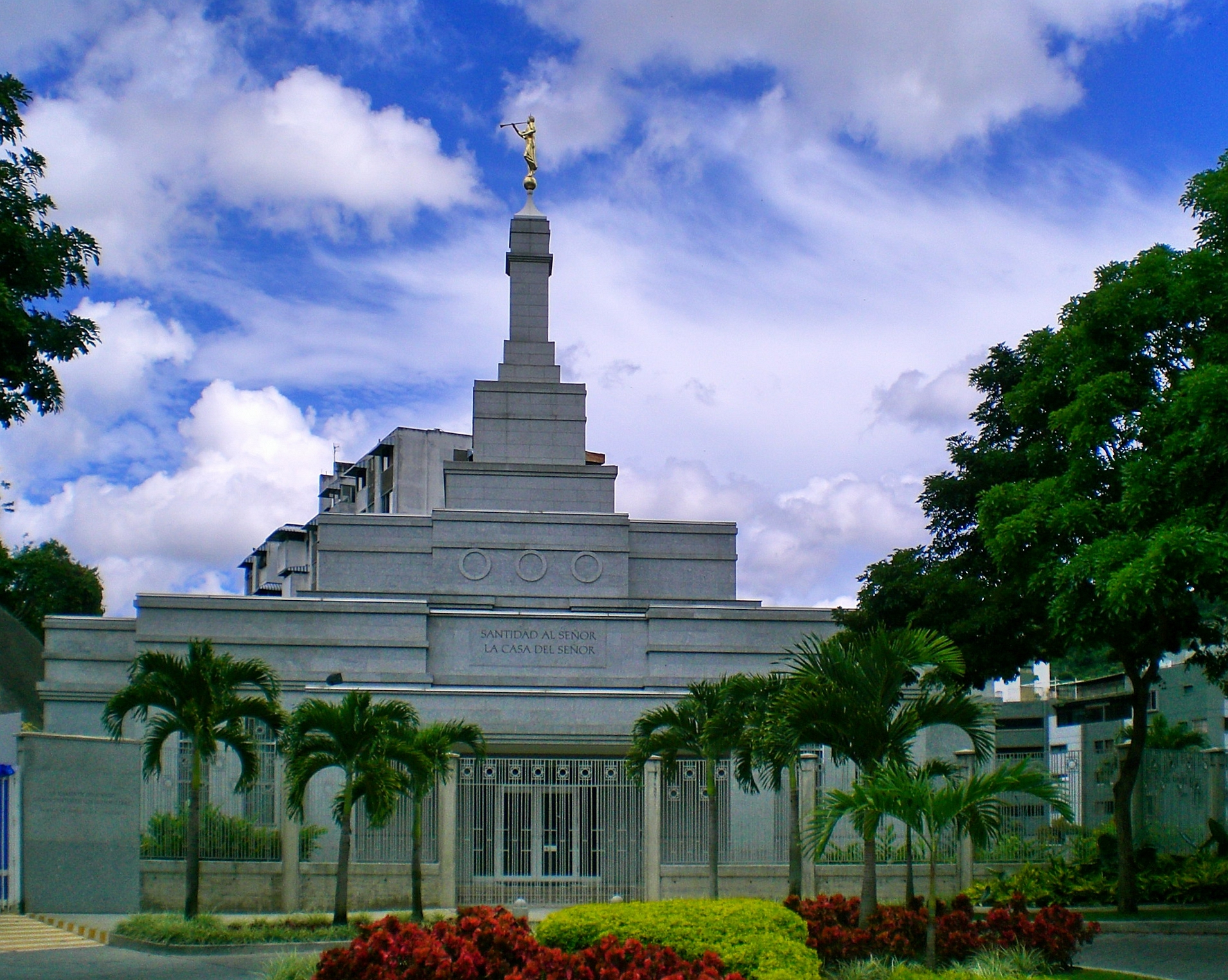
Tempio di Caracas, Venezuela
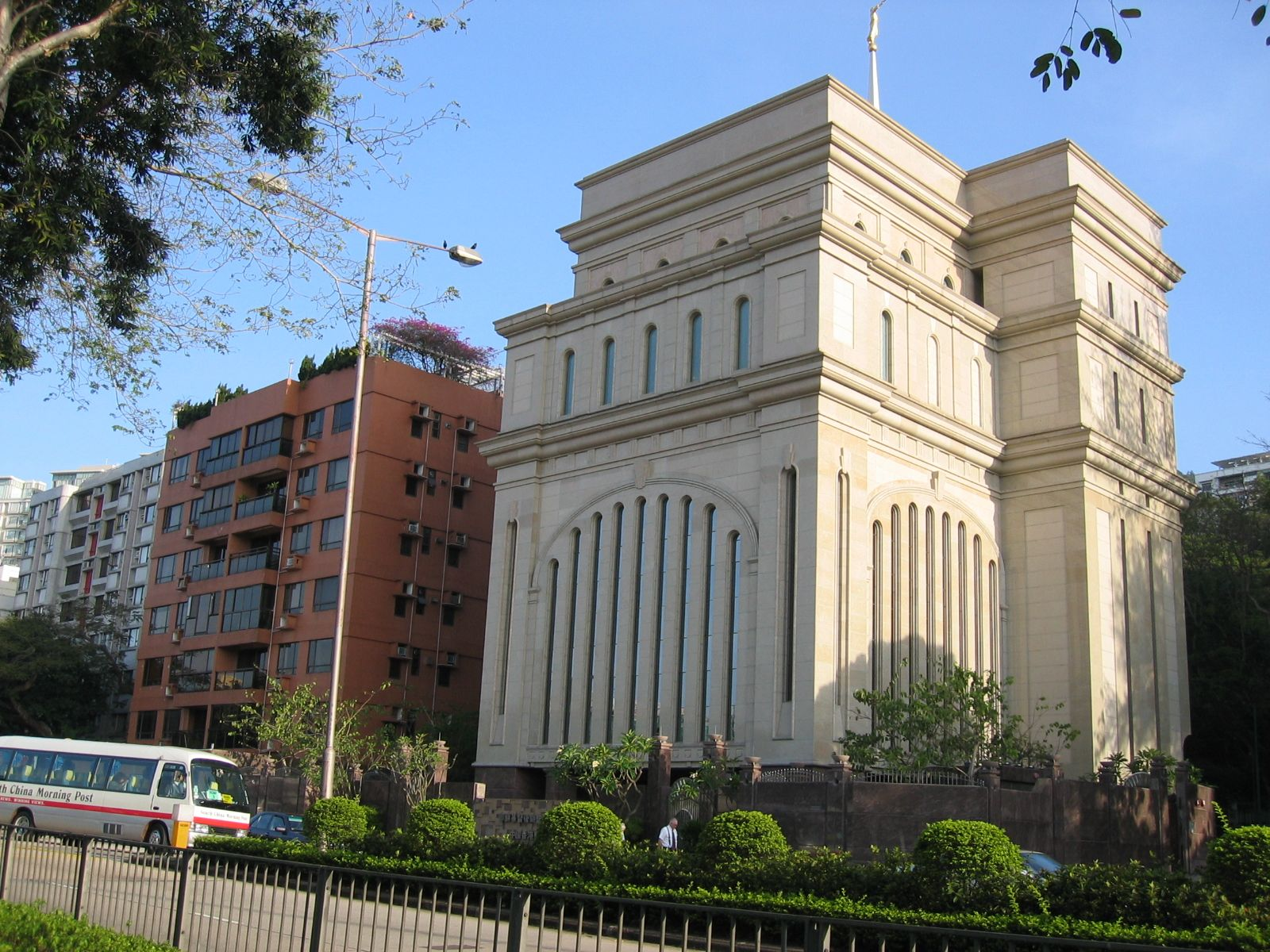
Tempio di Hong Kong, Cina